# Orius niger
Orius niger is een wants uit de familie van de bloemwantsen (Anthocoridae). De soort werd het eerst wetenschappelijk beschreven door Wolff in 1811.

## Uiterlijk
De grotendeels zwarte, kleine bloemwants is macropteer en kan 1.5 tot 2.5 mm lang worden. De kop, het halsschild en het scutellum zijn zwart van kleur. Het doorzichtige deel van de voorvleugels is soms geheel licht, soms bruin en alleen aan het begin licht. Het uiteinde van het hoornachtige gedeelte van de voorvleugel, de cuneus is donker. De voorvleugels zijn variabel gekleurd, van geel tot donkerbruin of geheel zwart. Van de bruine of zwarte pootjes zijn de knieën vaak licht, de achterdijen vaak zwart en hebben de lichtbruine schenen een donker uiteinde en donkere tarsi. Bij de mannetjes zijn de antennes dikker dan bij de vrouwtjes. De antennes zijn normaliter geel tot lichtbruin met een donker eerste segment.

## Leefwijze
De wants overwintert als volwassen dier. Ze leven op diverse kruiden van stuifmeel maar ook van spintmijten en kleine insecten zoals tripsen en bladluizen.

## Leefgebied
De soort is in Nederland zeer algemeen en komt verder voor van Europa tot in Mongolië en China en India.